# Orbassano
Orbassano (piemontiul: Orbassan) egy északolasz település Torino megyében. Lakosainak száma 22.512.

## Elhelyezkedés

Orbassano község Torino megye térképén

Orbassano a torinói metropolisz övezethez tartozik, és Torino város tőszomszédságában fekszik. A vele határos települések: Beinasco, Candiolo, Nichelino, None, Rivalta di Torino, Rivoli, Torino  és Volvera.

## Történelem
Orbassano római eredetű település, autonómiáját 1789-ben nyerte el. a 19. századtól ipari létesítmények épülnek területén, amelynek következtében a II. világháború után közepes méretű várossá válik.

## Látnivalók
- Keresztelő Szent János templom
- a Szentlélek Testvériség Temploma
- az I. világháború áldozatainak emlékműve
- a Rea botanikus kert: egy hektáron terül el, a helyi növények mellett egzotikus példányok is megtekinthetők, különösen nagy számban találhatunk páfrányféléket

## Testvérvárosok
- Ełk, Lengyelország
- Nogent-sur-Oise, Franciaország